# Ur lifvet V
Ur lifvet V är en bok av Anne Charlotte Leffler, utgiven 1890 på Hæggströms förlag. Boken innehåller endast verket den andra delen av Kvinnlighet och erotik (den första hade getts ut 1883).

### Fotnoter
1. ↑  ”Ur lifvet”. Libris.kb.se. http://libris.kb.se/hitlist?q=Anne+Charlotte+Leffler+Ur+lifvet&r=&f=simp&t=v&s=rc&g=&m=50. Läst 1 december 2012.